# Edgar Allan Poe
Edgar Allan Poe (nascido Edgar Poe; Boston, 19 de janeiro de 1809 – Baltimore, 7 de outubro de 1849) foi um autor, poeta, editor e crítico literário estadunidense, integrante do movimento romântico em seu país. Conhecido por suas histórias que envolvem o mistério e o macabro, Poe foi um dos primeiros escritores norte-americanos de contos e é, geralmente, considerado o inventor do gênero ficção policial, também recebendo crédito por sua contribuição ao emergente gênero de ficção científica. Ele foi o primeiro escritor americano conhecido por tentar ganhar a vida através da escrita por si só, resultando em uma vida e carreira financeiramente difíceis.
Ele nasceu como Edgar Poe, em Boston, em Massachusetts. Quando jovem, ficou órfão de mãe, a qual morreu pouco depois de seu pai abandonar a família. Poe foi acolhido por Frances Allan e o seu marido John Allan, de Richmond, na Virgínia, mas nunca foi formalmente adotado. Ele frequentou a Universidade da Virgínia por um semestre, passando a maior parte do tempo entre bebidas e mulheres. Nesse período, teve uma séria discussão com seu pai adotivo e fugiu de casa para se alistar nas forças armadas, onde serviu durante dois anos antes de ser dispensado. Depois de falhar como cadete em West Point, deixou a sua família adotiva. Sua carreira começou humildemente com a publicação de uma coleção anônima de poemas, Tamerlane and Other Poems (1827).
Poe mudou seu foco para a prosa e passou os anos seguintes trabalhando para revistas e jornais, tornando-se conhecido por seu estilo próprio de crítica literária. Seu trabalho obrigou-o a se mudar para diversas cidades, incluindo Baltimore, Filadélfia e Nova Iorque. Em Baltimore, casou-se com Virginia Clemm, sua prima de 13 anos de idade. Em 1845, Poe publicou seu poema The Raven, o qual foi um sucesso instantâneo. Sua esposa morreu de tuberculose dois anos após a publicação. Ele começou a planejar a criação de seu próprio jornal, The Penn (posteriormente renomeado para The Stylus), porém, em 7 de outubro de 1849, aos 40 anos, morreu antes que o jornal pudesse ser produzido. A causa de sua morte é desconhecida e foi, por diversas vezes, atribuída ao álcool, congestão cerebral, cólera, drogas, doenças cardiovasculares, raiva, suicídio, tuberculose, entre outros agentes.
Suas obras influenciaram a literatura nos Estados Unidos e ao redor do mundo, bem como em campos especializados, tais como a cosmologia e a criptografia. Poe e seu trabalho aparecem ao longo da cultura popular na literatura, música, filmes e televisão. Várias de suas casas são dedicadas como museus atualmente.

## História
Edgar Allan Poe nasceu no seio de uma família escocesa-irlandesa, em 19 de janeiro de 1809, na cidade de Boston, no estado de Massachusetts, na região americana da Nova Inglaterra, no nordeste do país. Segundo filho dos atores David Poe Jr. (1784-1811), americano, e Elizabeth Arnold Hopkins Poe (1787-1811), inglesa, ele teve, ainda, um irmão mais velho, William Henry, nascido em 1808, e uma irmã, a mais nova, Rosalie, nascida em 1811. Seu pai abandonou-os quando Edgar tinha cerca de um ano e meio de vida, em 1810, deixando ele, o irmão Henry e Elizabeth, grávida novamente, desamparados. Ela morreu poucas semanas depois de dar, à luz, Rosalie, já em 1811, devido tanto a complicações no parto quanto à tuberculose, deixando os três filhos órfãos.
Depois da morte da mãe, o irmão mais velho de Edgar, Henry, foi mandado para casa de parentes no interior do país, enquanto sua irmã, Rosalie, foi enviada formalmente para a adoção. Já Edgar foi acolhido, embora não formalmente adotado, pelo empresário John Allan e sua esposa, Francis Allan, que residiam na época na cidade de Richmond, no estado da Virgínia, no sudeste do país. O casal nunca o adotou legalmente, embora John tenha lhe dado o seu sobrenome, fazendo com que Edgar se chamasse, a partir de então, Edgar Allan Poe. No entanto, John Allan e Edgar nunca conseguiram desenvolver uma boa relação, sendo que algumas fontes afirmam que Allan só acolheu o menino para criá-lo por insistência de sua esposa, Francis. De fato, Edgar se mostrou desde pequeno mais apegado à mãe adotiva do que ao pai, que permanecia sempre distante, o que fomentou, direta e indiretamente, a difícil relação estabelecida entre os dois a partir da adolescência e fase adulta do escritor, permeada por constantes brigas e discussões que ambos teriam ao longo da vida de Poe.

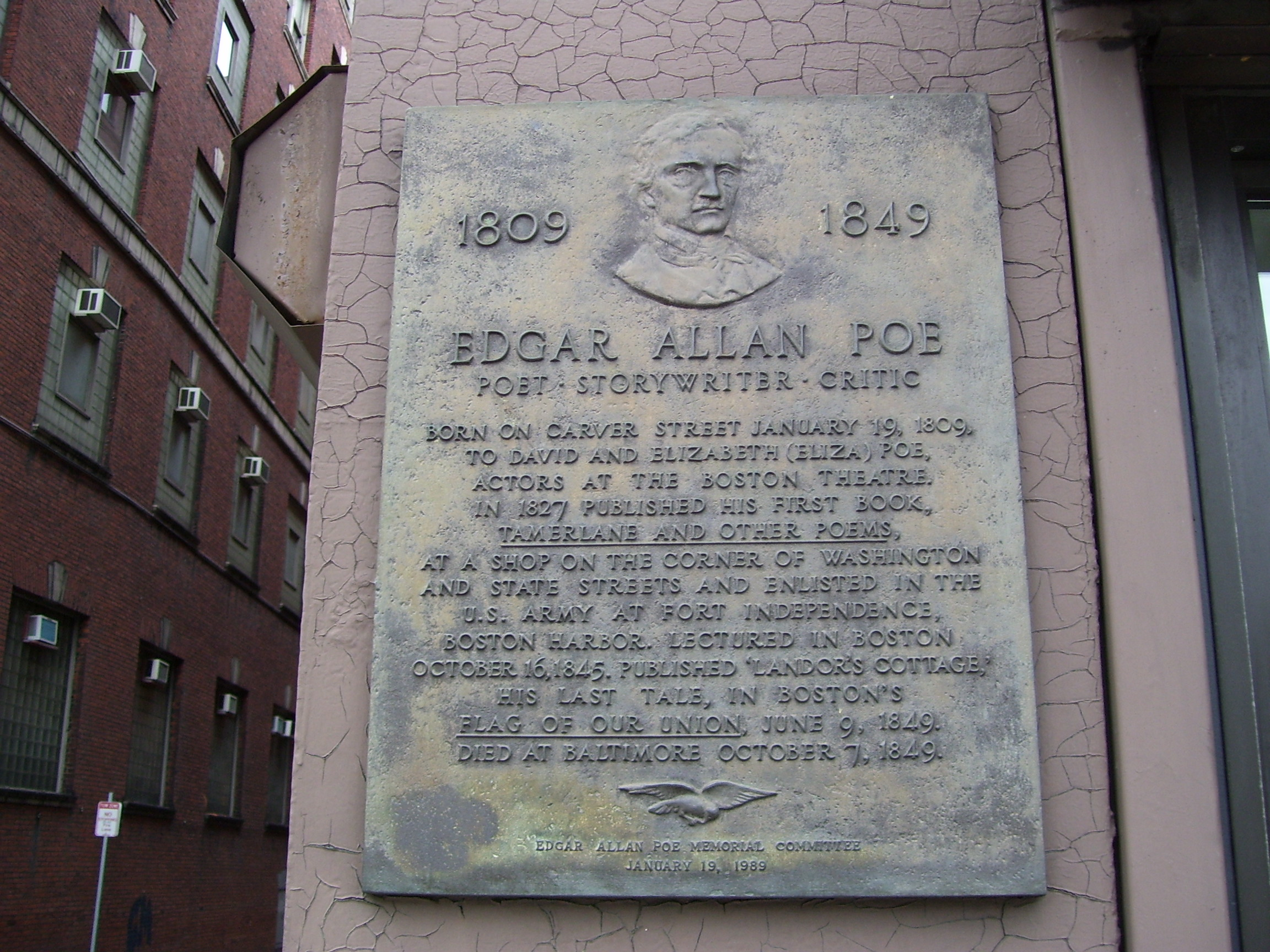
Placa em homenagem ao escritor no centro de Boston, marcando o local aproximado de seu nascimento no início do século XIX

Com os pais adotivos de boa situação financeira, Edgar recebeu uma educação formal de qualidade em sua infância. Em 1815, aos seis anos de idade, se mudou com eles para a Inglaterra, onde seu pai adotivo esperava expandir seus negócios. Lá, eles se estabeleceram por alguns anos no coração da capital, Londres. Na capital britânica, depois de frequentar a Misses Duborg School e a Manor School, Poe regressou com a família de Allan a Richmond em 1820, aos onze anos, tendo sido então matriculado em um colégio interno localizado nos arredores de Charlottesville, na Virgínia. Mais tarde, já adolescente, em 1826, foi admitido na Universidade da Virgínia, também em Charlottesville. Desta, viria a ser expulso depois de cerca de um ano de frequência, graças ao seu estilo aventureiro e boêmio.

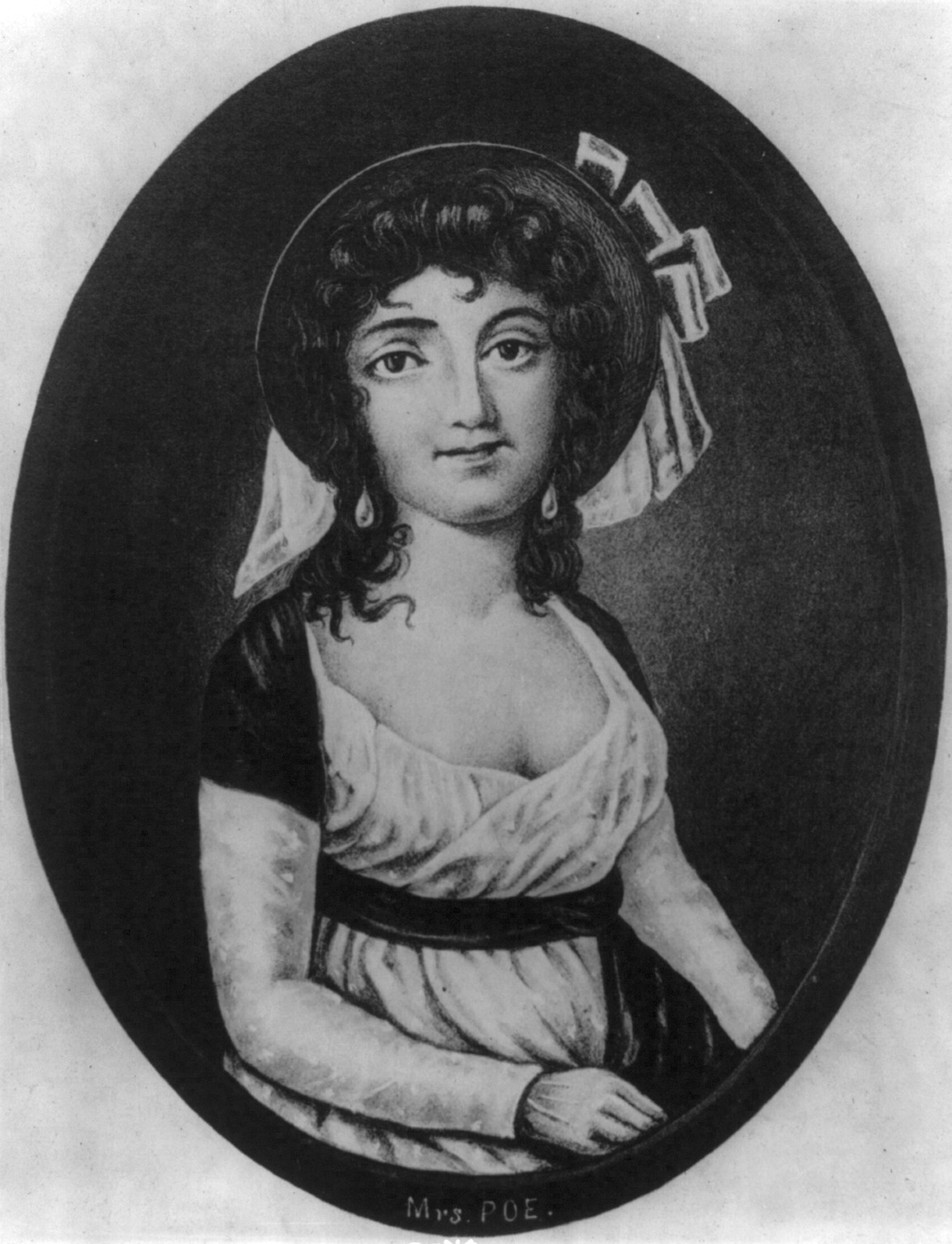
Retrato de Elizabeth Arnold Hopkins Poe, a mãe de Edgar Allan Poe

Na sequência de desentendimentos com o seu pai adotivo, relacionados com dívidas de jogo, Poe alistou-se nas forças armadas, sob o nome Edgar A. Perry, no ano de 1827. Nesse mesmo período, Poe publicou o seu primeiro livro, Tamerlane and Other Poems. Depois de dois anos de serviço militar, acabaria por ser dispensado. Em 1829, a sua mãe adotiva, Francis, faleceu, e ele publicou o seu segundo livro, Al Aaraf, reconciliando-se com o seu pai adotivo, John Allan, que o auxiliou a entrar na Academia Militar de West Point. Em virtude da sua supostamente propositada desobediência a ordens, ele acabou por ser expulso desta academia, em 1831, fato pelo qual o seu pai adotivo o repudiou até a sua morte, em 1834.
Antes de entrar em West Point, Poe mudou-se para Baltimore, no estado de Maryland, onde estabeleceu-se na casa da sua tia viúva, Maria Clemm, e da sua filha, Virgínia Clemm, sua prima em primeiro grau. Durante esta época, Poe usou a escrita de ficção como meio de subsistência e, no final de 1835, tornou-se editor do jornal Southern Literary Messenger em Richmond, tendo trabalhado nesta posição até 1837. Neste intervalo de tempo, Poe acabaria por casar-se, em segredo, com a sua prima Virgínia, de treze anos, em 1836.
Em 1837, Poe mudou-se para Nova Iorque, onde passaria quinze meses aparentemente improdutivos, antes de se mudar em definitivo para a Filadélfia, na Pensilvânia, pouco depois de publicar The Narrative of Arthur Gordon Pym. No verão de 1839, tornou-se editor assistente da Burton's Gentleman's Magazine, onde publicou um grande número de artigos, histórias e críticas literárias e teatrais. Nesse mesmo ano, foi publicada, em dois volumes, a sua coleção Tales of the Grotesque and Arabesque (traduzido para o francês por Baudelaire como Histoires Extraordinaires e para o português como Histórias Extraordinárias), que, apesar do insucesso financeiro, é apontada como um marco da literatura norte-americana.

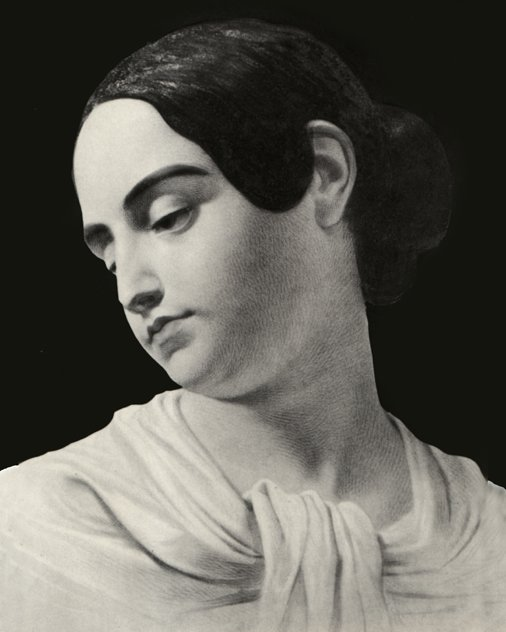
Retrato de Virginia Clem, a prima de Poe que se tornaria a esposa do escritor

Durante este período, sua esposa Virgínia Clemm-Poe, começou a sofrer de tuberculose, que a tornaria inválida e acabaria por levá-la à morte. A doença da mulher acabou por levar Poe ao consumo excessivo de álcool. Algum tempo depois, Poe deixou a Burton's Gentleman's Magazine para procurar um novo emprego. Regressou a Nova Iorque, onde trabalhou brevemente no periódico Evening Mirror, antes de se tornar editor do mais renomado Broadway Journal. Foi no Evening Mirror, porém, no início de 1845, publicado o seu popular poema The Raven (em português, "O Corvo").
Em 1846, o Broadway Journal faliu, e Poe mudou-se para uma casa no Bronx, hoje conhecida como Poe Cottage e aberta ao público, onde Virgínia morreu no ano seguinte. Biógrafos e críticos costumam sugerir que o tema de "morte de mulheres bonitas" que aparece frequentemente em suas obras decorre da perda de mulheres ao longo de sua vida, incluindo sua esposa.
Cada vez mais instável, após a morte da mulher, Poe tentou cortejar a poeta Sarah Helen Whitman. No entanto, o seu noivado com ela acabaria por falhar, alegadamente em virtude do comportamento errático e alcoólico de Poe, mas bastante provavelmente também devido à intromissão da mãe de Sarah, que não via Edgar com bons olhos. Nesta época, segundo ele mesmo relatou, Poe tentou o suicídio por superdosagem de láudano, e acabou por regressar a Richmond, onde retomou a relação com uma paixão de infância, Sarah Elmira Royster, já viúva.

## Morte

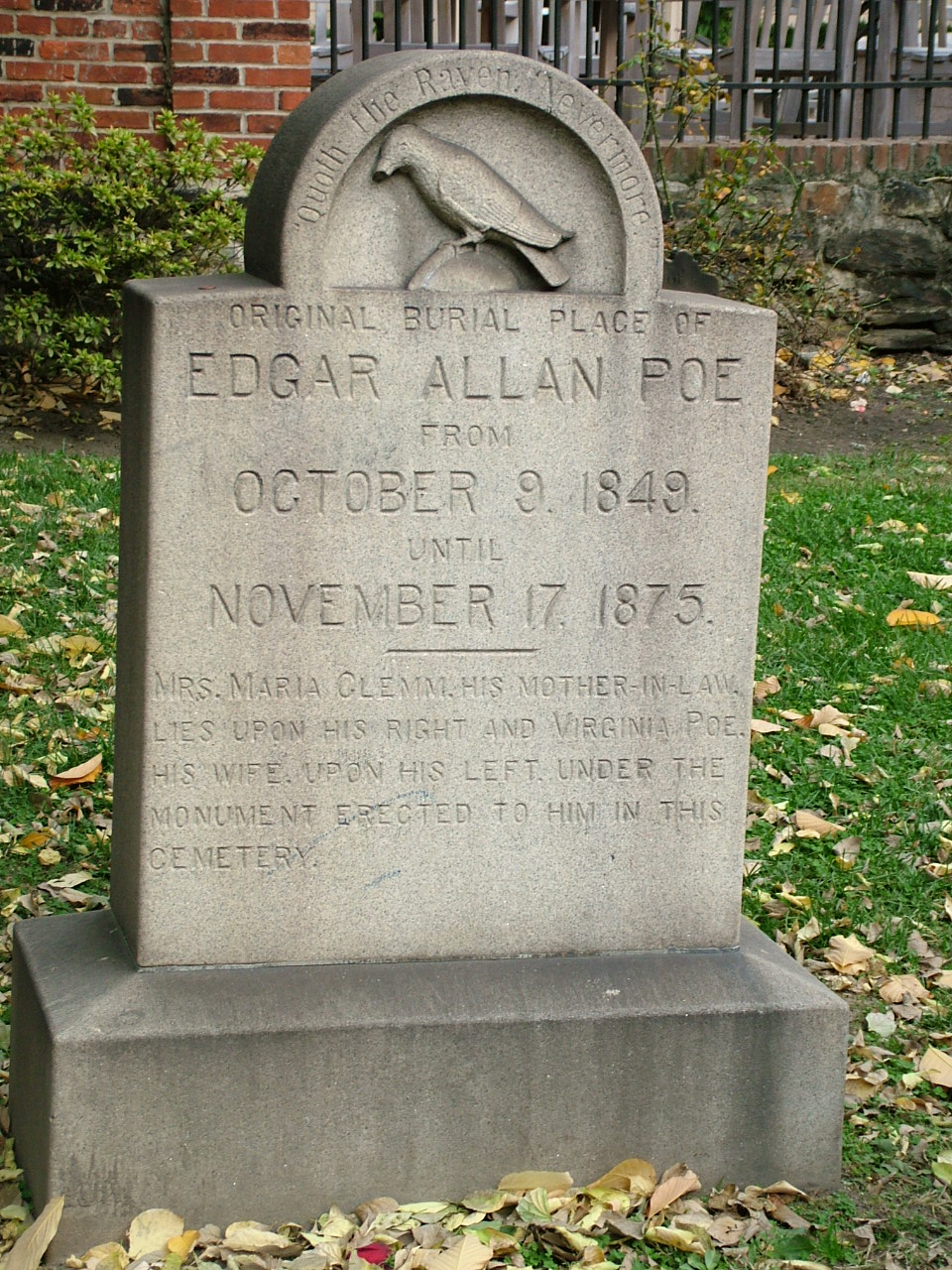
Poe foi enterrado originalmente na parte de trás do cemitério de Westminster, sem uma lápide. A lápide da imagem marca, hoje em dia, o lugar original

No dia 3 de outubro de 1849, Poe foi encontrado nas ruas de Baltimore, com roupas que não eram as suas, em estado de delirium tremens, e levado para o Washington College Hospital, onde veio a morrer apenas quatro dias depois. Poe nunca conseguiu estabelecer um discurso suficientemente coerente, de modo a explicar como tinha chegado à situação na qual foi encontrado. As suas últimas palavras teriam sido, de acordo com determinadas fontes, "Lord, please, help my poor soul", em português, "Senhor, por favor, ajude minha pobre alma".
Nunca foram apuradas as causas precisas da morte de Poe, sendo bastante comum, apesar de não comprovada, a ideia de ter sido causada por embriaguez. Por outro lado, muitas outras teorias têm sido propostas ao longo dos anos, entre as quais estão presentes: diabetes, sífilis, raiva, e doenças cerebrais raras.

## Estilo literário e temas

### Gêneros
As obras mais conhecidas de Poe são góticas, um gênero que ele seguiu para satisfazer o gosto do público. Seus temas mais recorrentes lidam com questões da morte, incluindo sinais físicos dela, os efeitos da decomposição, interesses por pessoas enterradas vivas, a reanimação dos mortos e o luto. Muitas das suas obras são geralmente consideradas partes do gênero do romantismo sombrio, uma reação literária ao transcendentalismo, do qual Poe fortemente não gostava.
Além do horror, Poe também escreveu sátiras, contos de humor e embustes. Para efeito cômico, ele usou a ironia e a extravagância do ridículo, muitas vezes na tentativa de liberar o leitor da conformidade cultural. De fato, "Metzengerstein", a primeira história que Poe publicou, e sua primeira incursão em terror, foi originalmente concebida como uma paródia satirizando o gênero popular. Poe também reinventou a ficção científica, respondendo na sua escrita às tecnologias emergentes como balões de ar quente em "The Balloon-Hoax".
Poe escreveu muito de seu trabalho usando temas especificamente oferecidos para os gostos do mercado em massa. Para esse fim, sua ficção incluiu, muitas vezes, elementos da pseudociência popular, como frenologia e fisiognomia.
Poe ainda escreveu teatro, publicando entre 1835 e 1836 o drama incompleto Politian.

### Teoria literária
A escrita de Poe reflete suas teorias literárias, que ele apresentou em sua crítica e também em peças literárias como "The Poetic Principle".
Ele não gostava de didatismo e alegoria, pois acreditava que os significados na literatura deveriam ser uma subcorrente sob a superfície. Trabalhos com significados óbvios, ele escreveu, deixam de ser arte. Acreditava que o trabalho de qualidade deveria ser breve e concentrar-se em um efeito específico e único. Para isso, acreditava que o escritor deveria calcular cuidadosamente todos os sentimentos e ideias.
Em The Philosophy of Composition, uma peça na qual Poe descreve seu método de escrita em The Raven, ele afirma ter seguido estritamente este método. Porém, foi questionado se ele realmente seguiu esse sistema.
T. S. Eliot disse: "É difícil para nós lermos esta peça sem pensar se Poe escreveu seu poema com tanto cálculo, ele poderia ter pensado um pouco mais sobre isto: o resultado dificilmente pode ser creditado ao método". O biógrafo Joseph Wood Krutch descreveu a peça como "um exercício um tanto engenhoso na arte de racionalização".

## Legado

### Influência Literária
Durante sua vida, Poe era sobretudo conhecido como um crítico literário. James Russell Lowell, também crítico, dizia que ele era "o mais distinto, filosófico e destemido crítico de obras que tem escrito na América", sugerindo – retoricamente – que ele ocasionalmente usava ácido prússico ao invés de tinta. As críticas cáusticas de Poe fizeram com que ele ganhasse o apelido de "Homem da Machadinha". Seu alvo favorito era o poeta de Boston, aclamado em sua época, Henry Wadsworth Longfellow, que era frequentemente defendido por seus companheiros literários no que seria mais tarde chamada de "A Guerra de Longfellow". Poe acusava Longfellow de "a heresia da didática", escrevendo poesias enfadonhas, derivativas e tematicamente plagiadas.
Poe também era conhecido como um escritor de ficção e se tornou um dos primeiros escritores americanos do século XIX a se tornar mais popular na Europa do que nos Estados Unidos. Poe era respeitado especialmente na França, em parte devido às traduções sem demora de Charles Baudelaire, que vieram a se tornar as edições definitivas das obras de Poe pela Europa.
Os contos de detetive de Poe com o personagem C. Auguste Dupin acabariam por se tornar a base para as futuras histórias de detetive da literatura. Segundo sir Arthur Conan Doyle: "Cada uma [das estórias de detetive de Poe] é uma raiz da qual toda uma literatura se desenvolveu... Onde estavam as estórias de detetives antes de Poe soprar o sopro da vida nelas?". A associação Mystery Writers of America nomeou seus prêmios para a excelência no gênero de "Edgars". Poe também influenciou o gênero de ficção científica, especialmente Jules Verne, que escreveu uma continuação para o romance de Poe A Narrativa de Arthur Gordon Pym chamada Le Sphinx des glaces ("A esfinge dos gelos"). Segundo o autor de ficção científica H. G. Wells, "Pym conta o que uma mente muito inteligente poderia imaginar sobre o polo sul há um século atrás".
Assim como diversos artistas famosos, as obras de Poe geraram diversos imitadores. Uma interessante tendência entre os imitadores de Poe, no entanto, eram as alegações de clarividentes ou pessoas com poderes paranormais de estarem canalizando poemas do espírito de Poe. O mais notável destes casos foi o de Lizzie Doten, que em 1863 publicou Poems from the Inner Life, no qual ela alega ter "recebido" novas obras pelo espírito do autor. Estas obras constituíam-se de retrabalhos de poemas famosos de Poe como The Bells (poema) refletindo uma nova perspectiva, mais positiva.
No entanto, Poe também era alvo de criticismo. Isto era parcialmente devido à visão negativa que existia devido ao seu caráter pessoal e à influência que este tinha em sua reputação. William Butler Yeats, ocasionalmente, criticava Poe e, uma vez, chegou a chamá-lo de "vulgar". Transcendentalista Ralph Waldo Emerson reagiu ao poema "O Corvo" dizendo que "não via nada de mais nele", referindo-se a Poe de modo zombeteiro como "o homem do chocalho". Aldous Huxley escreveu que a composição literária de Poe "cai na vulgaridade" por ser "muito poética" – o equivalente a usar um anel de diamantes em cada dedo.
Acredita-se que apenas doze cópias do primeiro livro de Poe, Tamerlane and Other Poems, ainda existem. Em dezembro de 2009, foi vendida uma cópia na sociedade de leilões Christie's, em Nova Iorque, por 662 500 dólares estadunidenses, um preço recorde pago por uma obra da literatura americana.

### Física e Cosmologia
Eureka: Um poema em prosa, dissertação escrita em 1848, contém uma teoria cosmológica que previu a teoria do Big Bang oitenta anos antes do seu surgimento, assim como uma solução plausível para o paradoxo de Olbers. Poe ignorou o método científico em Eureka e, ao invés disso, escreveu utilizando apenas sua intuição. Por esta razão, ele a considerou uma obra de arte ao invés de um trabalho científico, mas insistiu que, ainda assim, era verdadeiro, e a considerou ser a obra-prima de sua carreira. Ainda assim, Eureka está repleta de erros científicos. Em particular, as sugestões de Poe ignoram as leis de Newton relacionadas à densidade e rotação de planetas.

### Criptografia

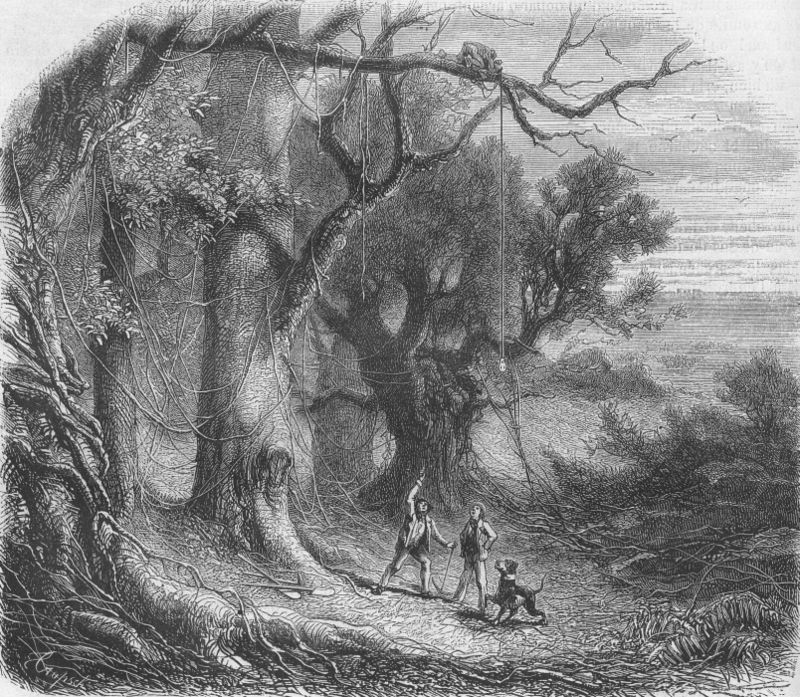
Ilustração do artista Yan Dargent baseada no conto "O Escaravelho de Ouro", publicada no artigo Edgard Poë et ses oeuvres ("Edgar Poe e suas obras", 1862), de Jules Verne

Poe tinha um grande interesse em criptografia. Ele notou pela primeira vez suas habilidades no periódico da Filadélfia Alexander's Weekly (Express) Messenger, que estava convidando leitores a submeterem cifras, o qual ele procedeu a resolver. Em julho de 1841, Poe escreveu um artigo chamado "Algumas palavras sobre Escrita Secreta" no periódico Graham's Magazine. Se aproveitando do interesse público no tópico, ele escreveu "O Escaravelho de Ouro", incorporando cifras como parte essencial da estória. O sucesso de Poe com criptografia não dependia muito de seu conhecimento profundo do campo (seu método era limitado a simples cifra de substituição), mas sim no conhecimento adquirido da cultura de jornais e periódicos. Sua afiada habilidade analítica, tão evidente em suas estórias de detetive, permitia que ele visse que o público em geral não possuía o conhecimento necessário para saber como um simples criptograma de substituição podia ser resolvido, e ele usava isso a seu favor. A comoção criada por suas façanhas criptográficas desempenhou um papel importante em popularizar criptogramas em jornais e revistas.
Poe teve uma influência na criptografia, além de incrementar o interesse público por ela durante sua vida. William F. Friedman, um dos principais criptologistas da América, foi profundamente influenciado por Poe. O interesse inicial de Friedman por criptografia veio após ele ler "O Escaravelho de Ouro" quando criança, interesse este que, mais tarde, seria posto em uso para decifrar códigos da máquina "Púrpura", pertencente ao Japão, durante a Segunda Guerra Mundial.

## Obras
| Contos - 1833 - Manuscrito encontrado numa garrafa - 1835 - Berenice - 1835 - Morella - 1838 - Ligeia - 1839 - A Queda da Casa de Usher ("The Fall of the House of Usher") - 1839 - William Wilson - 1841 - Os Assassinatos da Rua Morgue ("The Murders in the Rue Morgue") - 1841 - A Descida do Maelstrom - 1842 - O Retrato Oval ("The Oval Portrait") - 1842 - A Máscara da Morte Rubra ("The Masque of the Red Death") - 1842 - O Mistério de Marie Rogêt ("The Mystery of Marie Rogêt") - 1842 - O Poço e o Pêndulo ("The Pit and the Pendulum") - 1843 - O Coração Revelador ("Tell Tale Heart") - 1843 - O Escaravelho de Ouro ("The Gold-Bug") - 1843 - O Gato Preto ("The Black Cat") - 1844 - O Enterro Prematuro ("The Premature Burial") - 1844 - A Carta Roubada ("The Purloined Letter") - 1845 - O Demônio da Perversidade ("The Imp of the Perverse") - 1845 - O sistema do doutor Alcatrão e do professor Pena ("The System of Doctor Tarr and Professor Feather") - 1845 - Os Fatos que Envolveram o Caso Mr.Valdemar ("The Facts in the Case of M. Valdemar") - 1845 - Pequena conversa com a múmia - 1846 - O Barril de Amontillado ("The Cask of Amontillado") - 1846 - A Esfinge ("The Sphinx") - 1849 - Hop-Frog ou "Os Oito Orangotangos Acorrentados" | Poesia - 1827 - Tamerlane - 1829 - Al Aaraaf - 1830 - Alone - 1831 - The City in the Sea - 1833 - The Coliseum - 1837 - O Verme Vencedor ("The Conqueror Worm") - 1839 - The Haunted Palace - 1840 - Silence - 1843 - Lenore - 1845 - Eulalie - 1845 - O Corvo ("The Raven") - 1847 - Ulalume - 1848 - To Helen - 1849 - A Dream Within a Dream - 1849 - Eldorado - 1849 - Annabel Lee - 1849 - The Bells |

Outras obras
- 1838 - A Narrativa de Arthur Gordon Pym ("The Narrative of Arthur Gordon Pym of Nantucket")
- 1844 - The Balloon Hoax
- 1846 - Filosofia da composição
- 1848 - Eureka